# Kopaniny (Chvalkovice)
Kopaniny (německy Kopain) je malá vesnice, část obce Chvalkovice v okrese Náchod. Nachází se asi 2,5 km na severozápad od Chvalkovic. V roce 2009 zde bylo evidováno 15 adres. V roce 2015 zde trvale žilo 17 obyvatel. V roce 2012 byl za pomoci obce Chvalkovice zrestaurován křížek Krista naproti hasičské zbrojnici. 
Kopaniny leží v katastrálním území Velká Bukovina u Chvalkovic o výměře 3,32 km2.